# Штрихина, Александра Георгиевна
Александра Георгиевна Штрихина — советский хозяйственный, государственный и политический деятель, Герой Социалистического Труда.

## Биография
Родилась в 1909 году в Санкт-Петербурге. Член ВКП(б).
С 1929 года — на хозяйственной, общественной и политической работе. В 1929—1968 гг. — закройщица фабрики «Скороход» города Ленинграда, жительница блокадного Ленинграда, маляр, участница Международной конференции трудящихся женщин в Будапеште, бригадир бригады отличного качества фабрики «Скороход» города Ленинграда.
Указом Президиума Верховного Совета СССР от 21 июня 1957 года присвоено звание Героя Социалистического Труда с вручением ордена Ленина и золотой медали «Серп и Молот».
Избиралась депутатом Верховного Совета РСФСР 4-го созыва.
Умерла в 1983 году.